# MTV Europe Music Awards 1996
Les MTV Europe Music Awards 1996 ont eu lieu le 14 novembre 1996 à  l'Alexandra Palace à Londres. 

## Apparences
Robbie Williams était le présentateur de cette édition des  MTV Europe Music Awards.

## Awards internationaux
Les gagnants sont en gras.

### Meilleure chanson
- The Fugees — Killing Me Softly
- Garbage — Stupid Girl
- Alanis Morissette — Ironic
- Oasis — Wonderwall
- Pulp — Disco 2000

### Révélation de l'année
- The Cardigans
- The Fugees
- Garbage
- Pulp
- Skunk Anansie

### Meilleure artiste féminine
- Björk
- Toni Braxton
- Neneh Cherry
- Alanis Morissette
- Joan Osborne

### Meilleur artiste masculin
- Bryan Adams
- Beck
- Nick Cave
- George Michael
- Eros Ramazzotti

### Meilleur groupe
- The Fugees
- Garbage
- Oasis
- Pulp
- The Smashing Pumpkins

### Meilleur artiste Dance
- Everything but the Girl
- Los del Río
- Robert Miles
- Mark Morrison
- The Prodigy

### Meilleur artiste Rock
- Bon Jovi
- Die Toten Hosen
- Metallica
- Oasis
- The Smashing Pumpkins

### MTV Amour
- D'Angelo — Lady
- The Fugees — Killing Me Softly
- Madonna avec Massive Attack — I Want You
- George Michael — Fastlove
- TLC — Diggin' on You

### MTV Select
- Backstreet Boys — Get Down (You're the One for Me)
- Boyzone — Words
- Jamiroquai — Virtual Insanity
- Oasis — Don't Look Back in Anger
- Spice Girls — Wannabe

### Free Your Mind
- The Buddies & Carers of Europe

## Performances
- The Fugees — Ready or Not
- George Michael — Star People
- Boyzone (featuring Peter Andre) — Motown Medley
- Eros Ramazzotti — Più Bella Cosa
- Kula Shaker — Tattva
- Metallica — Last Caress / So What?
- The Smashing Pumpkins — Bullet with Butterfly Wings
- Garbage — Milk
- Bryan Adams — The Only Thing That Looks Good on Me Is You

## Controverse
Au cours de leur performance, Metallica avait pris la décision de jouer les chansons Last Caress (du groupe punk Misfits) et So What? (du groupe Anti-Nowhere League) au lieu de King Nothing comme c'était prévu. En effet, les responsables de MTV avaient demandé au groupe de ne pas prononcer de jurons pendant leur prestation diffusée en direct. Ces deux reprises n'avaient pas été choisies par hasard puisqu'il s'agit de morceaux controversés dont les paroles abordent des sujets peu conventionnels saupoudrés de nombreux jurons.
Par la suite, les références à Metallica ainsi que leur performance furent retirées des cérémonies futures.